# Зверс, Бернард
Бернард Зверс (нидерл. Bernard Zweers), полное имя Бернардус Йозефус Вилхелмус Зверс (нидерл. Bernardus Josephus Wilhelmus Zweers; 18 мая 1854, Амстердам — 9 декабря 1924, там же) — нидерландский композитор и музыкальный педагог.
Из-за сильного сопротивления родителей Зверса его обучению музыке он остался преимущественно самоучкой, сравнительно поздно (в 1881—1883 гг.) пройдя курс композиции в Лейпциге у Саломона Ядассона. На творческое формирование Зверса, по его собственному признанию, произвело огромное впечатление присутствие на берлинской премьере вагнеровского «Кольца Нибелунгов» (1881).
Творческое наследие Зверса включает три симфонии, из которых наиболее значительна Третья, «К моей Родине» (1889), благодаря которой он был назван «голландским Брукнером». Зверсу принадлежат также хоровые сочинения (в том числе «Коронационные кантаты» к коронации королевы Вильгельмины), посвящённая Рембрандту увертюра «Саския» (1906) и др.
В 1895—1922 гг. Зверс руководил классом композиции в Амстердамской консерватории, отличаясь терпимостью к собственным индивидуальным стилям своих учеников — как считается, в противоположность своему предшественнику Иоганнесу Верхулсту.
Именем Зверса в 1968 г. названа улица (нидерл. Zweerslaan) в роттердамском районе Моленланквартир.